# Vreta kloster
För andra betydelser, se Vreta kloster (olika betydelser).

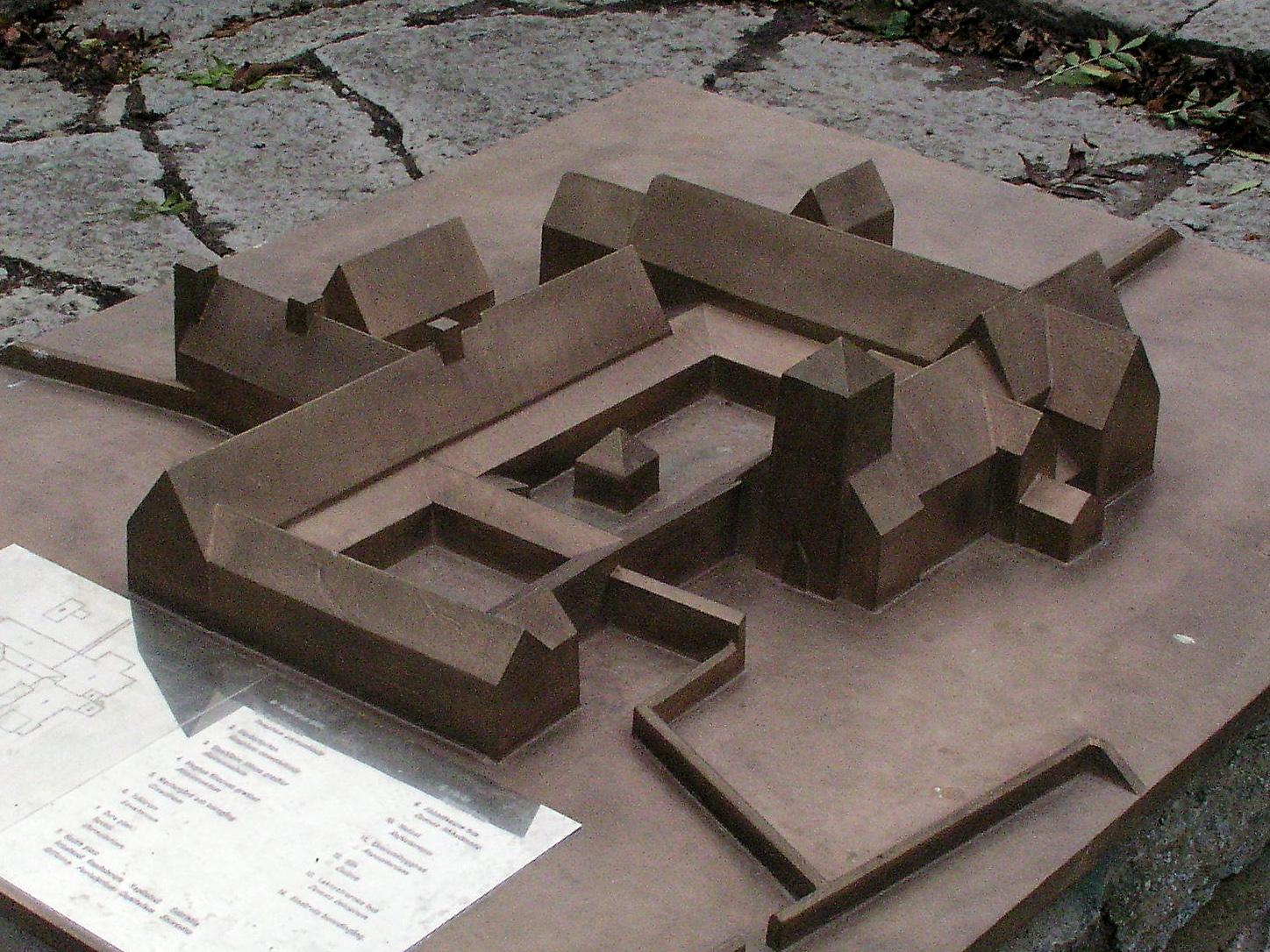
Modell av Vreta kloster

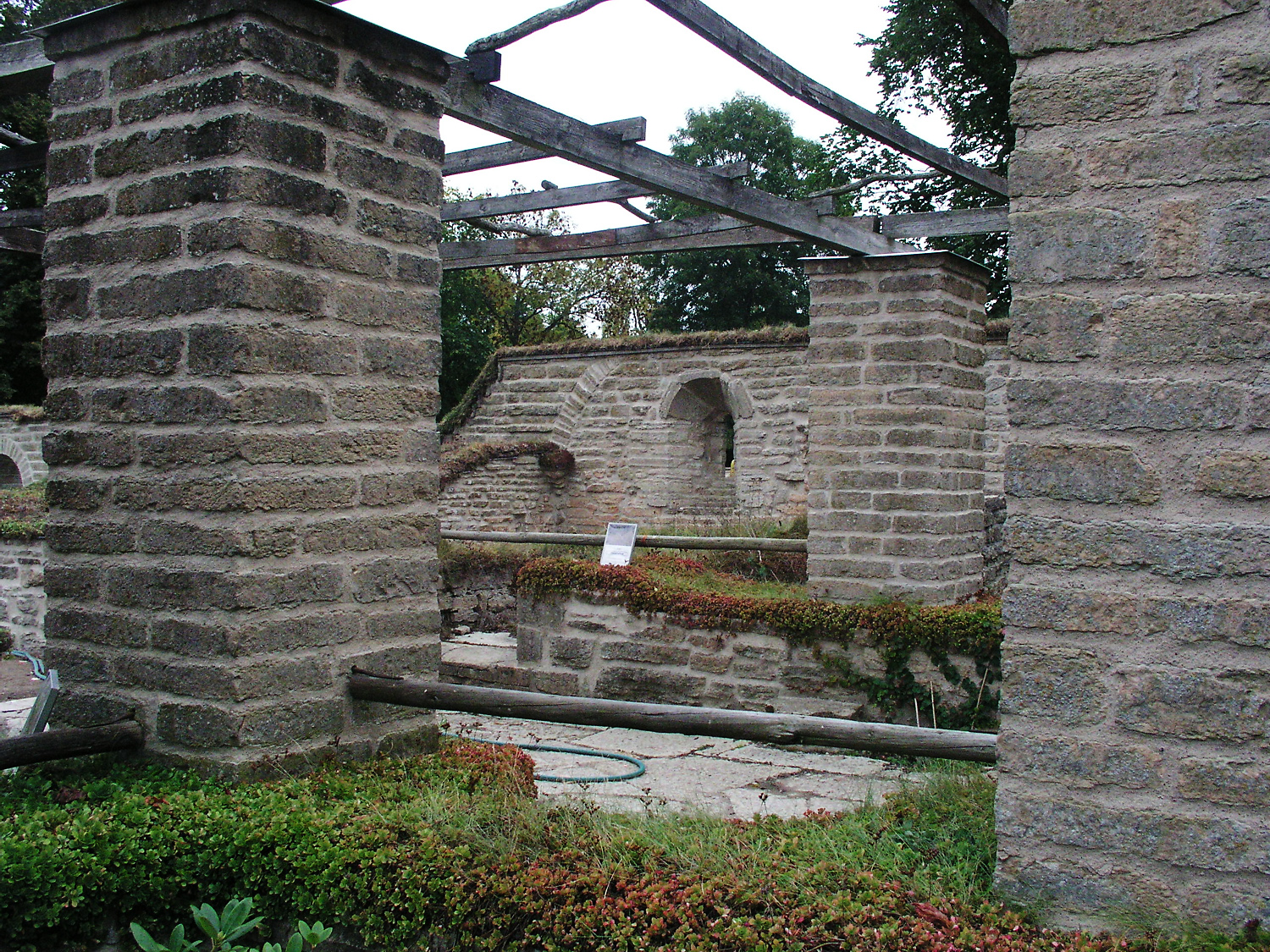
Klosterruin

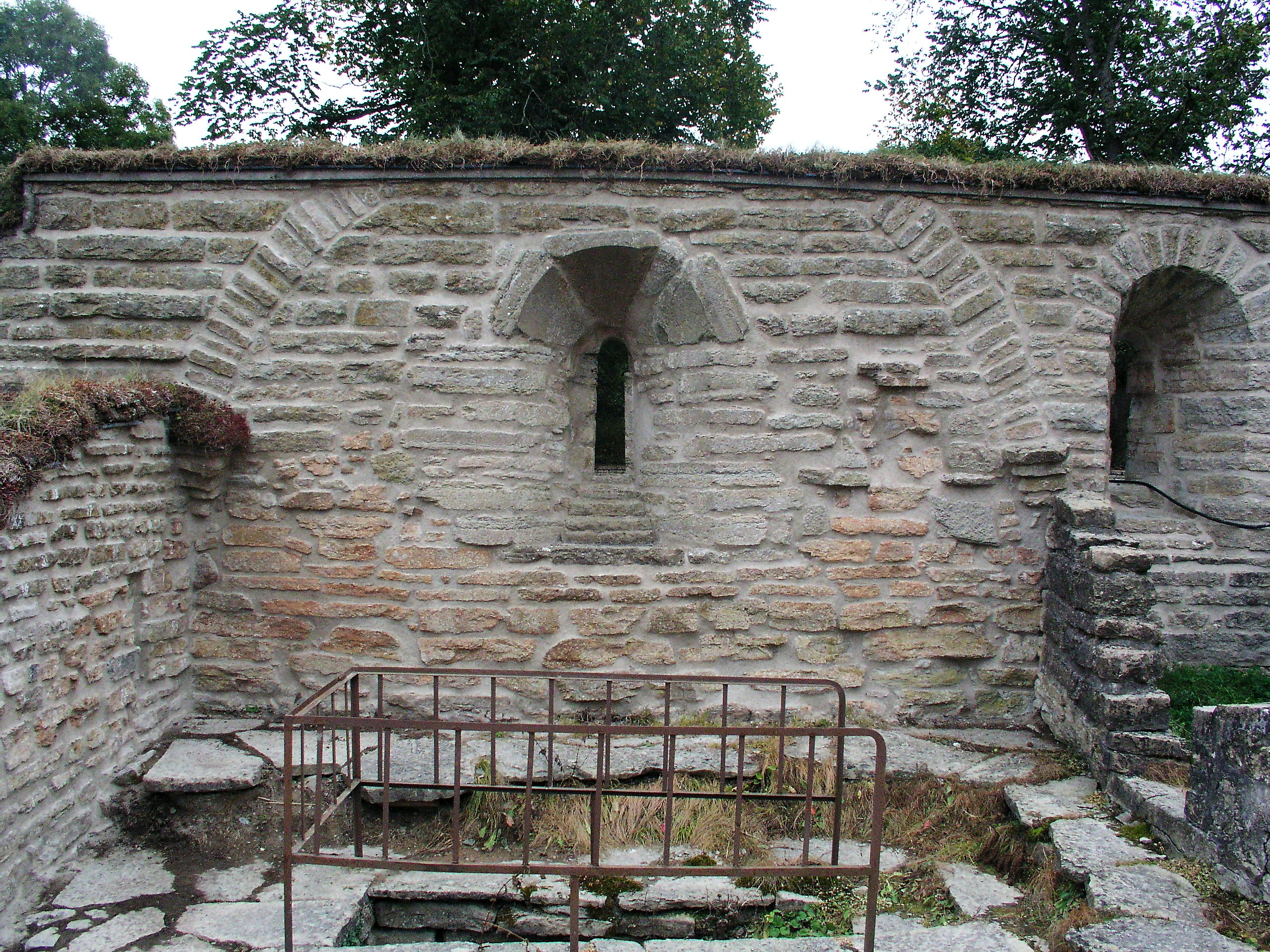
Arbetsrum med trappor till dopgrav

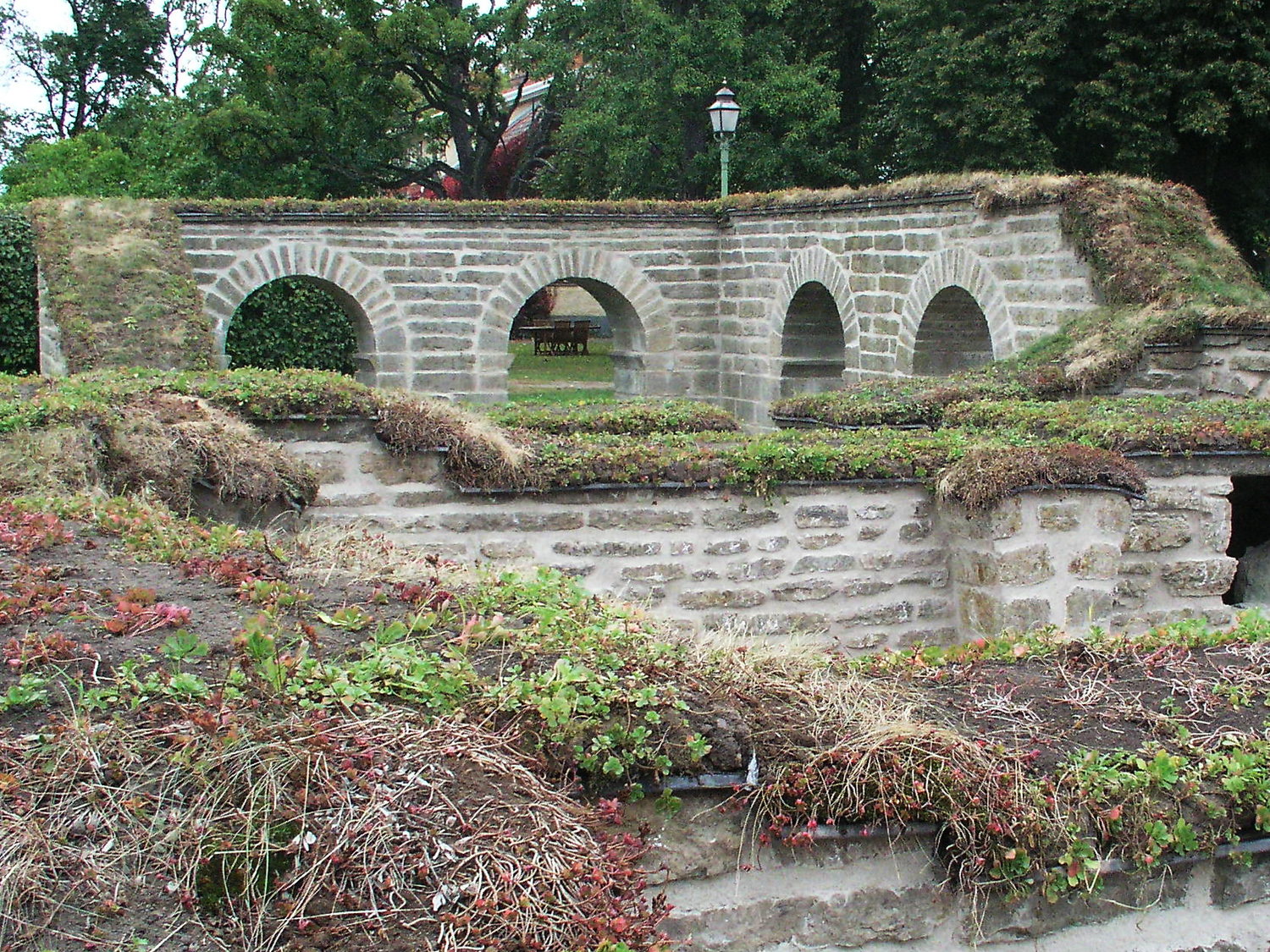
Klostrets restaurerade murar

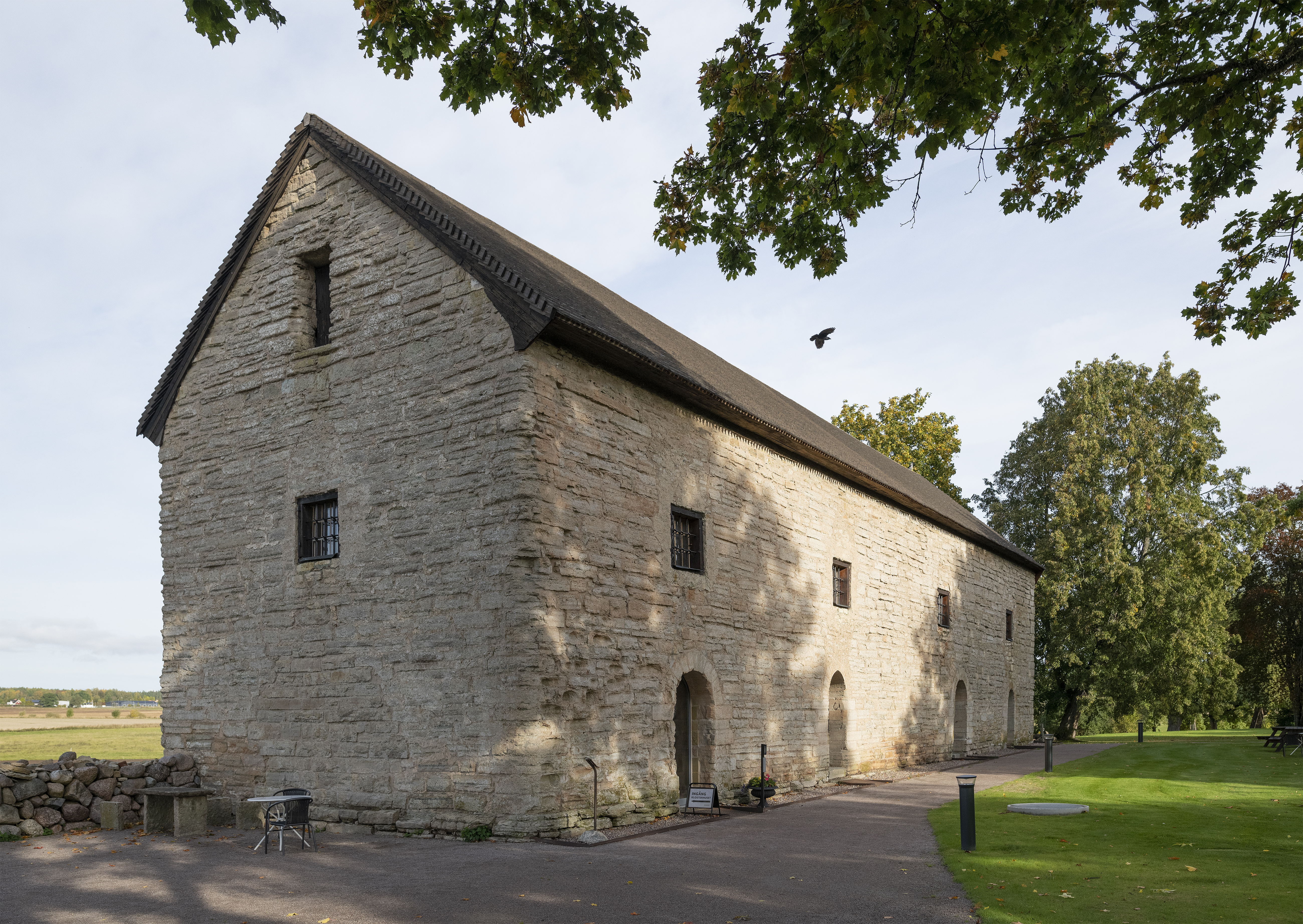
Magasinet

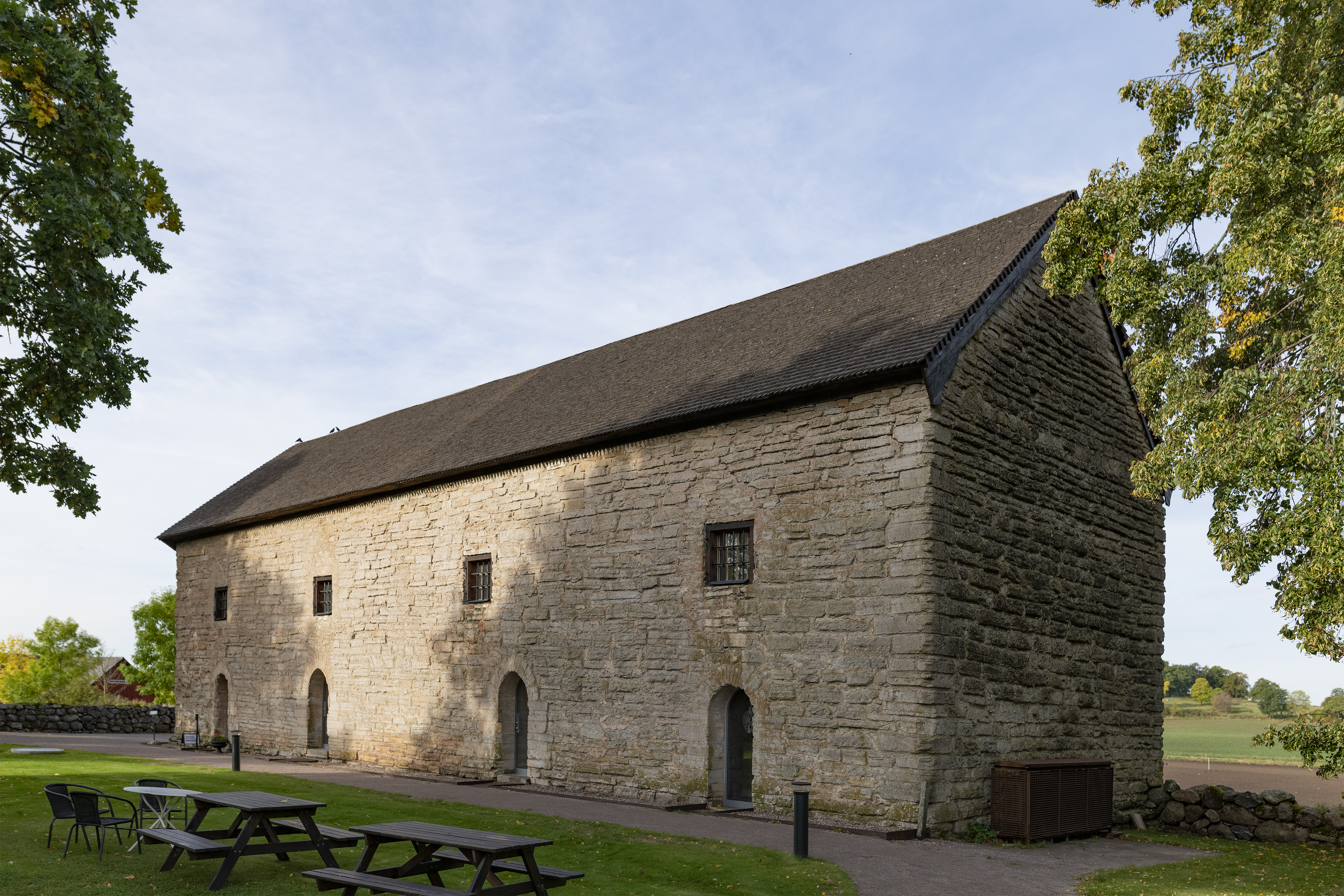
Magasinet

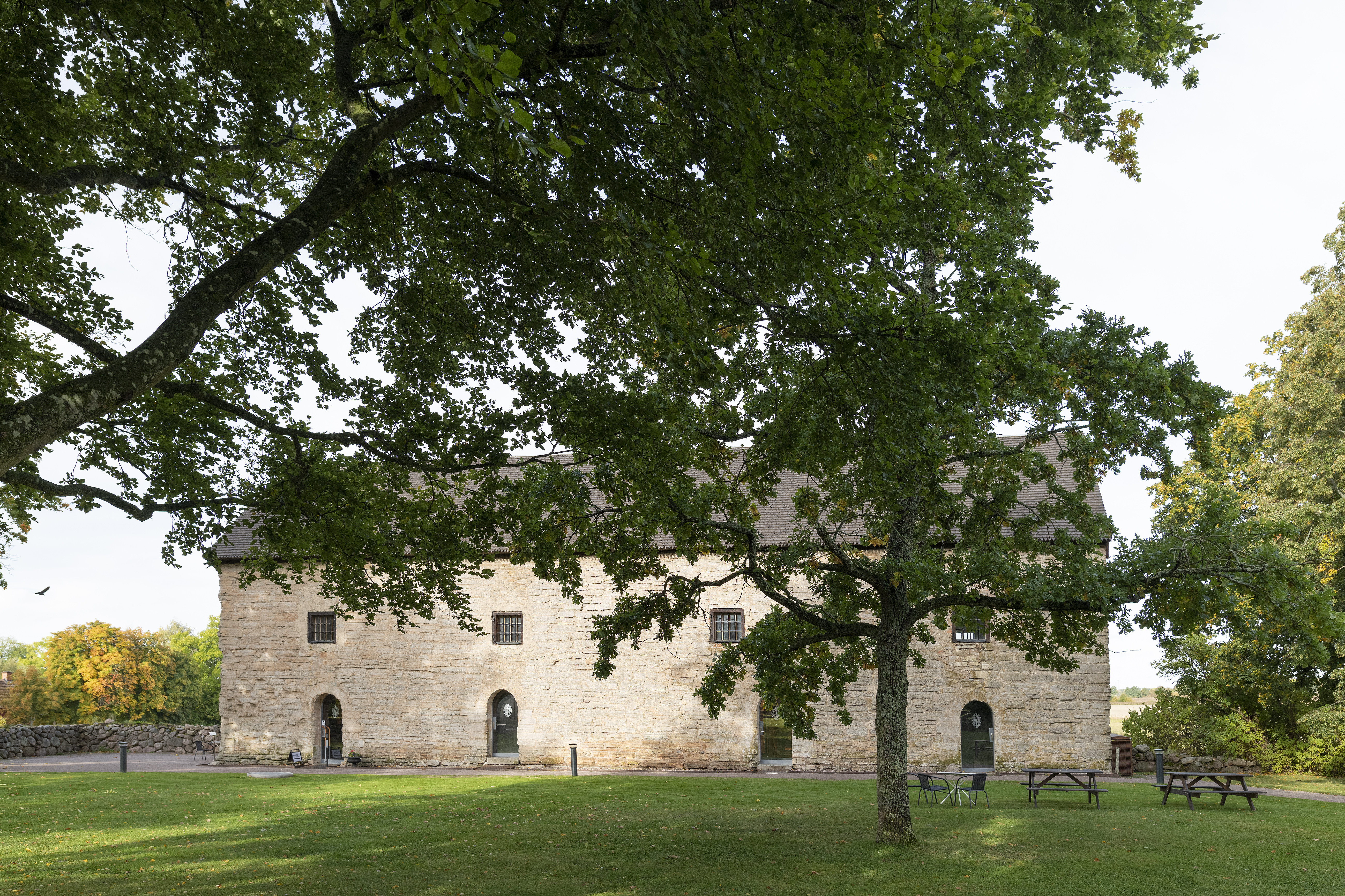
Magasinet

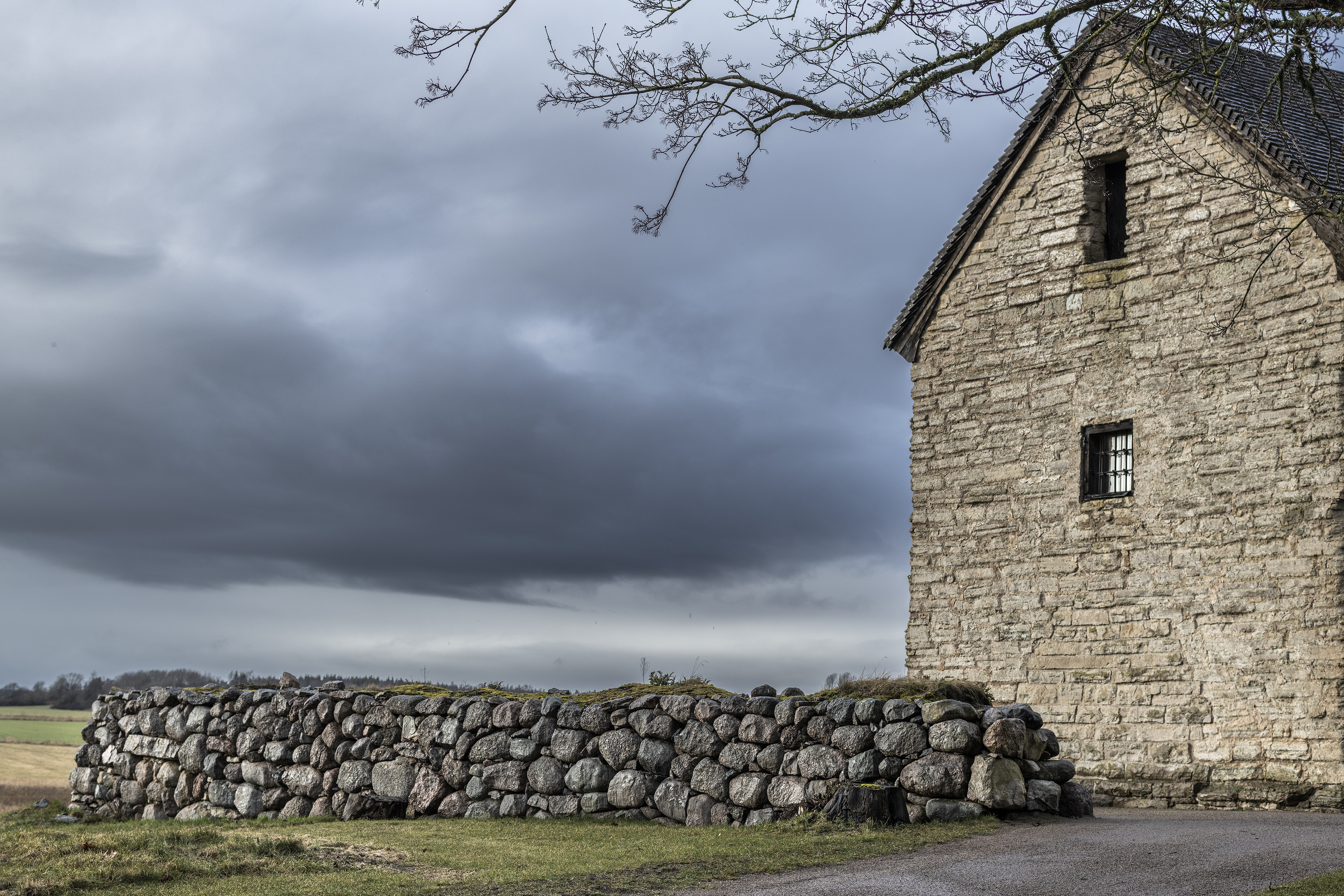
Magasinet

Vreta kloster var ett benediktinskt nunnekloster i Östergötland, verksamt på från omkring 1100 fram till 1580-talet. Det låg i nuvarande Vreta klosters socken i Linköpings kommun, intill tätorten Berg. Idag återstår en delvis rekonstruerad ruin och klosterkyrkan.

## Historik

### Grundläggning och verksamhet
Stenkilska ätten ägde flera gårdar i området och förmodligen fanns en äldre träkyrka där från 1000-talet som gårdskyrka, vilket fynd av så kallade Eskilstunakistor från 1000-talet pekar på. Klostret grundades omkring 1100 när kung Inge den äldre och drottning Helena skänkte mark, sannolikt till benedektinerorden. Det konverterades till ett nunnekloster inom cistersienserorden år 1162 då kung Karl Sverkersson upplät Vreta kungsgård till kloster. Kungens syster Ingegerd blev klostrets första abbedissa och styrde det framgångsrikt under 40 år. Med kungsgården följde också den bredvidliggande kyrkan och markområden. Kungsgården var från början ett oansenligt trähus med eldstad mitt i rummet. Nunnorna började på en större byggnad, men fick flera gånger börja om efter ett antal eldsvådor. Den påvlige nuntien Vilhelm av Sabina besökte Sverige i mitten av 1200-talet. Av honom fick nunnorna tillåtelse att uppbära avlat. Byggnaden stod färdig 1289 och invigdes i närvaro av Magnus Ladulås. 
Genom rika gåvor från många välgörare blev klostret ett av de mest distingerade i Sverige. Klostret hade rinnande vatten inomhus. År 1405 inträffade en uppmärksammad händelse, då den döende nunnan Benedicta Nicolai plötsligt blev frisk igen efter att hon hade hört en annan nunna lova att göra en pilgrimsfärd till Linköping för att hon skulle bli frisk. Benedicta lovade då att de skulle fullfölja pilgrimsfärden tillsammans, något de tros ha fått lov till, trots att nunnorna i normala fall inte brukade få tillstånd att lämna klostret.

### Upplösning

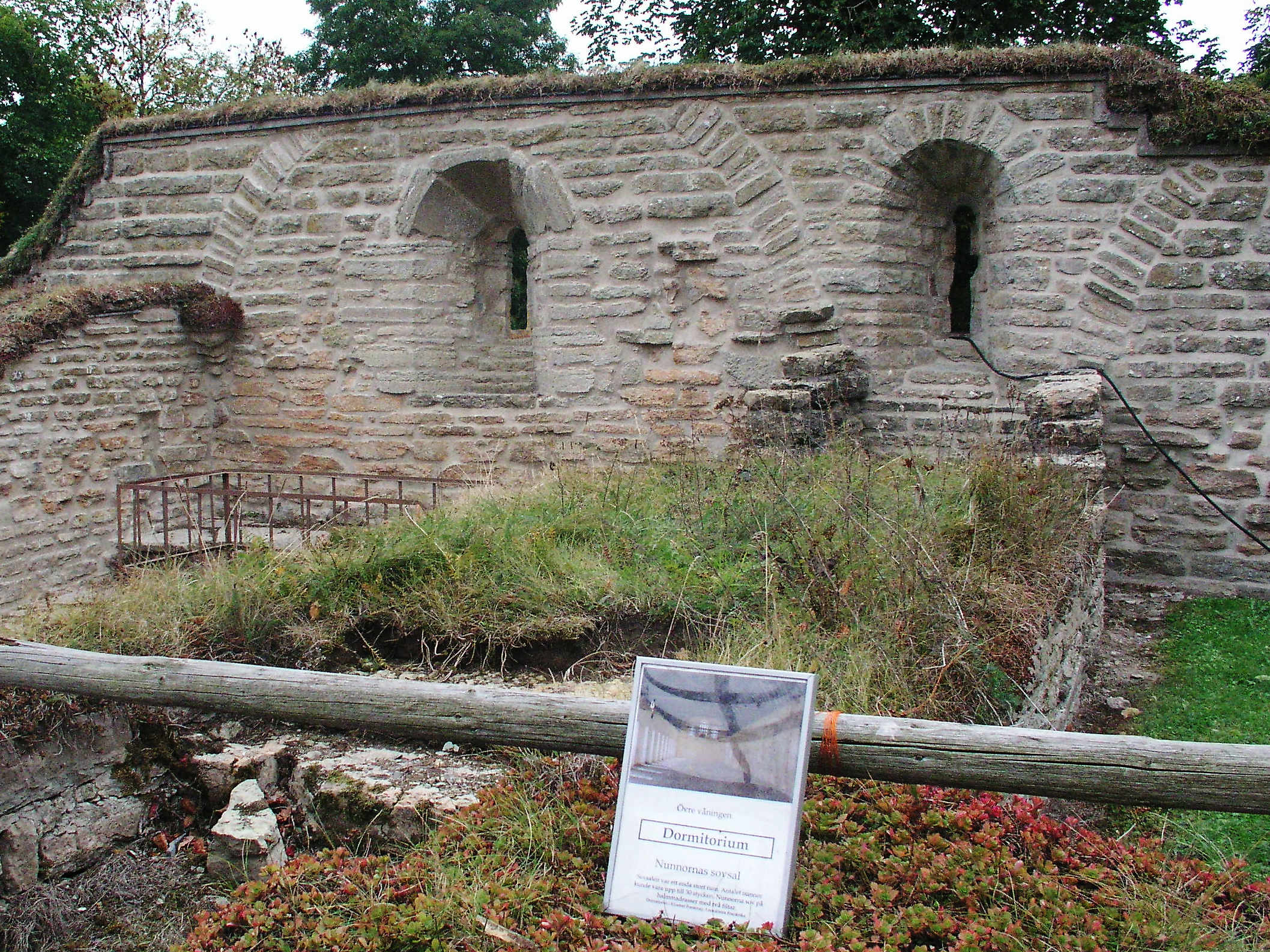
Arbetsrum (t.v.) & kapitelsal (t.h.)

År 1527 kom reformationen, och klostret förbjöds då i likhet med andra svenska kloster att ta emot nya medlemmar, medan de existerande medlemmarna fick välja mellan att frivilligt lämna klostret eller leva på kungahusets underhåll. 1529 gavs den sista abbedissan, Sigrid Botholfsdotter, tillstånd att lösa ut klostret som flickskola, en funktion det sedan länge hade. Sigrid Botholfsdotter fick dock 1531 problem med att betala de avgifter kungen krävde. År 1533 hyrdes klostrets egendomar ut av Gustav Vasa, som också konverterade klosterkyrkan till en luthersk sockenkyrka. 1536 överläts klostret på kungens katolska svärmor, Ebba Eriksdotter (Vasa), som tillbringade sina sista år här före sin död 1549. Även hennes dotter, Anna Eriksdotter (Leijonhufvud), avled här år 1540. 
Vreta kloster fick också ta emot nunnorna från Askeby kloster och Skänninge nunnekloster då de stängdes år 1529 respektive 1544. Den sista abbedissan dog 1538, men nunnor fortsatte att bo i klostret och nämns fortfarande nunnor i Vreta 1562, och de sista två nunnorna dog 1582, då klostret alltså slutgiltigt upphörde. 
Vreta kloster plundrades av danskarna under nordiska sjuårskriget 1567, men brändes inte utan fick 1570 tillfälligt inhysa skolan från den närbelägna staden. 1579 genomfördes vissa reparationer av Johan III. Sedan den sista nunnan avlidit 1582 användes klosterbyggnaderna till stenbrott och ekonomibyggnader för prästgården och omkring år 1700 låg de enligt samtida avbildningar i ruiner.

### Byggnaderna idag
Klosterbyggnaderna grävdes delvis ut 1916–1926 och betydande ruiner finns nu synliga norr om den helt bevarade klosterkyrkan, som restaurerades 1914–1917. Fynd från utgrävningarna, inklusive en unik vattenledning i trä, finns i museet på platsen.
När man 2020 skulle gräva ner ledningar söder om klosterområdet hittades människoskelett från 1000-talet. Troligen ligger det på denna begravningsplats ett par tusen skelett av barn och vuxna män och kvinnor. På en av kvarlevorna hittades spår efter vad som tros vara ett svärdshugg som tilfogats i samband med en strid.
Den enda byggnad som återstår av Vreta kloster är det välbyggda spannmålsmagasinet (närmast ned i vänstra hörnet på bilden av klostermodellen). De andra byggnaderna, som bara finns kvar som rester, grupperade sig runt en gård. I klostret fanns  dormitorium och refektorium. Cellerna i ett cistercienserkloster var något större än i andra ordnar. Cisterciensernunnorna hade nämligen rätt att sova i en annan dräkt än den de bar på dagarna och plats måste därför finnas i cellen för att de skulle kunna klä sig. Stenarna i refektoriet användes för övrigt till att bygga upp tornet i Linköpings domkyrka. 
Askeby kloster i närheten av Linköping, Riseberga kloster i Närke och Solberga kloster på Gotland var dotterkloster till Vreta.

### Föreståndare
Abbedissorna är ofullständigt kända. 
- Ingegerd Sverkersdotter av Sverige (1164–1204)
- Cecilia (omnämnd under 1216–1222)
- Katarina (omnämnd 1248)
- Katarina Svantepolksdotter, död 1329, (1289–1323; den sjunde abbedissan)
- Ingrid Svantepolksdotter, den föregåendes syster (1323–1344)
- Kristina Karlsdotter (1344–1350)
- Ingrid (omnämnd 1366)
- Cecilia (omnämnd 1381)
- Margareta/Märeta (1393–1399)
- Elin Bruddadotter (omnämnd 1413–1417)
- Ingegerd (omnämnd 1444–1446)
- Elin Nilsdotter (omnämnd 1465)
- Ramborg (omnämnd 1474)
- Kristina (omnämnd 1486)
- Sigrid Botholfsdotter (1513–1538)

### Kända medlemmar
- Folkungaättlingen Benedicta Sunesdotter (Bjälboätten), bortrövad av östgötalagmannen Lars Petersson, senare omgift med Svantepolk Knutsson. Deras döttrar Katarina och Ingrid blev i följd abbedissor i klostret.
- Drottning Helena av Sverige, gick i kloster som änka vid 1100-talets början.
- Helena av Sverige (dansk drottning), blev nunna i Vreta som änka 1157.